# Юмаштам
Юмаштам — пресноводное озеро на территории Юшкозерского сельского поселения Калевальского района Республики Карелии.

## Общие сведения
Площадь озера — 1,5 км². Располагается на высоте 147,6 метров над уровнем моря.
Форма озера лопастная, продолговатая: оно вытянуто с северо-запада на юго-восток. Берега изрезанные, каменисто-песчаные, местами заболоченные.
Озеро поверхностных стоков не имеет и принадлежит бассейну реки Кепы, впадающей в озеро Кулянъярви, через которое протекает река Кемь.
В озере расположено не менее семи безымянных островов различной площади.
К западу и востоку от озера проходят лесовозные дороги.
Код объекта в государственном водном реестре — 02020000911102000005858.